# Обогащение руды
Обогаще́ние руды́ — совокупность методов разделения минералов друг от друга по разнице их физических и/или химических свойств. Химический состав компонентов руды при этом не изменяется.

## История
В России первый труд по обогащению руд был написан М. В. Ломоносовым.

## Назначение
Большая часть руд в естественном состоянии не пригодна для непосредственного металлургического передела. При добыче железной руды вследствие низкого содержания железа и высокого пустой породы при плавке получается большое количество шлака, требующего повышенного расхода топлива; при этом работа доменных печей характеризуется низкой производительностью. Повышение концентрации железа в рудах дает существенный экономический эффект. При увеличении содержания железа в руде на 1 % удельный расход кокса в среднем снижается на 1,4—2,0 %, а производительность доменной печи повышается на 2,5—3,0 %. Этот эффект значительно превышает расходы на обогащение. Поэтому почти все руды перед металлургическим переделом подвергаются обогащению.
Обогащение является операцией, в результате которой повышается концентрация полезного элемента (железа, марганца и др.) за счёт удаления максимально возможного количества пустой породы. Иногда при обогащении руды с пустой породой удаляется часть вредных примесей.
По своему существу обогащение — это механический процесс разделения частичек руды, представляющих либо полезный минерал, либо пустую породу. Для этого используют различия по каким-либо различающимся свойствам полезного минерала и пустой породы: по плотности, смачиваемости, цвету, блеску, твердости, оптическим, электрическим, магнитным и другим свойствам.

## Технология
Под технологией обогащения руд подразумевается совокупность отдельных процессов (операций) — подготовительных, основных и вспомогательных.
- Подготовительные процессы (операции) предназначены для подготовки руды к обогащению: приведение крупности кусков руды к требуемой, раскрытие сростков рудных и нерудных минералов, направленное изменение каких-либо свойств отдельных групп минералов и др. К подготовительным процессам относятся дробление и измельчение руды, грохочение, гидравлическая классификация, магнетизирующий обжиг.
- Основными являются процессы собственно обогащения руды. Они основаны на использовании различий в физических и физико-химических свойствах разделяемых при обогащении компонентов (минералов и/или их сростков) руды — цвете и блеске, форме, промывистости, плотности, магнитной восприимчивости, смачиваемости поверхности и др. Различают следующие методы обогащения руд: рудоразборка, гравитационное обогащение, магнитная сепарация и флотация, радиометрическое обогащение.
- Вспомогательные процессы применяются для обработки продуктов, получаемых в результате обогащения. К ним относятся фильтрация, сгущение и сушка[3].

Полученные при обогащении руд продукты классифицируются на два и более существенно различающихся классов, более богатый ценным компонентом продукт называют концентратом, самый бедный — хвостами, продукты со средним содержанием называют промежуточными (промпродуктами), они обычно возвращаются на переработку. Для перерабатываемых сегодня руд цветных, редкоземельных и радиоактивных металлов отходы процессов обогащения полезных ископаемых (хвосты) составляют от 90 до 99 % исходной руды. Процесс рудоподготовки вносит от 50 до 60 % затрат в стоимость переработки руды, где используется дорогое, энергоёмкое и быстроизнашивающееся оборудование.
При обогащении руд чёрных металлов используют три способа разделения минералов и их сростков:
- сортировку кусковых фракций (+ 10 мм) — обычно используют как рудоподготовительную операцию на пришахтных дробильно-сортировочных фабриках, например для выборки породы или кусков мартеновских и карбонатных руд;
- сепарацию потока минеральных зерен или их флокул с помощью конкурирующих силовых полей, перемещающих фракции в водной или воздушной среде — используется для основных операций обогащения кусковатой и измельченной бедной руды и промпродуктов. Он осуществляется путем погружения или притяжения и удерживания крупнозернистых частиц рудных минералов, когда равнодействующая конкурирующих сил, участвующих в разделении, направлена вниз. При обработке мелкозернистых руд используют извлечение рудных зерен или всплывание их, когда эта сила направлена вверх. Удерживание обычно обеспечивает большой выход, а извлечение — более высокое качество концентрата;
- сепарацию потока шламов с помощью особых переносчиков рудных частиц (воздушных пузырьков при флотации, магнитных носителей при высокоградиентной сепарации) — используется при флотационном обогащении слабомагнитных тонковкрапленных руд, а в последнее время при обогащении их методом подиградиентной сепарации путем ввода и вывода из рудной пульпы индукционных магнитов-носителей с притянувшимися к ним частицами слабомагнитных рудных минералов.

В урановой промышленности используют обогащение руды по удельному весу и химические и физико-химические методы. Обычно используется цепочка дробление — измельчение — доводка. Также используется радиометрическое обогащение.

## Показатели, характеризующие процесс
Показатель склонности минеральных смесей к разделению на соответствующие продукты в процессе обогащения называется обогатимостью.
Выход концентрата γ рассчитывается по формуле:
{\displaystyle \gamma ={\frac {\alpha -\vartheta }{\beta -\vartheta }}100,\%,}
где {\displaystyle \alpha } — содержание ценного компонента, %; {\displaystyle \beta } — содержание ценного компонента в концентрате, %; {\displaystyle \vartheta } — содержание ценного компонента в хвостах, %.
Извлечение ценного компонента в концентрат рассчитывается по формуле:
{\displaystyle \varepsilon ={\frac {\beta (\alpha -\vartheta )}{\alpha (\beta -\vartheta )}}100={\frac {\gamma \beta }{\alpha }}100,\%.}